# Monica Niculescuová
Monica Niculescuová (* 25. září 1987 Slatina, župa Olt) je rumunská profesionální tenistka. Ve své dosavadní kariéře na okruhu WTA Tour vyhrála tři turnaje ve dvouhře a dvanáct ve čtyřhře. V sérii WTA 125 vybojovala jednu singlovou a dvě deblové trofeje. V rámci okruhu ITF získala devatenáct titulů ve dvouhře a dvacet jedna ve čtyřhře.
Na žebříčku WTA byla ve dvouhře nejvýše klasifikována v únoru 2012 na 28. místě a ve čtyřhře v dubnu 2018 na 11. místě. Trénuje ji Calin Ciorbagiu.
Na grandslamu se nejdále probojovala do finále ženské čtyřhry na Wimbledonu 2017. Po boku Tchajwanky Čan Chao-čching utrpěly debakl od ruského dua Jekatěrina Makarovová a Jelena Vesninová, když neuhrály v boji o titul ani jednu hru. V ženské dvouhře postoupila dvakrát do čtvrtého kola – na US Open 2011 a Wimbledonu 2015. V prvním případě ji zastavila Němka Angelique Kerberová, ve druhém Švýcarka Timea Bacsinszká.
V rumunském týmu Billie Jean King Cupu debutovala v roce 2004. Součástí týmu byla i v ročníku 2019, kdy rumunský tým poprvé od roku 1973 postoupil do semifinálové fáze Světové skupiny. Do listopadu 2024 v soutěži nastoupila ke čtyřiceti mezistátním utkáním s bilancí 15–10 ve dvouhře a 18–12 ve čtyřhře.

## Finále na Grand Slamu

### Ženská čtyřhra: 1 (0–1)
| Stav       | rok  | turnaj    | povrch | spoluhráčka     | soupeřky ve finále                     | výsledek |
| ---------- | ---- | --------- | ------ | --------------- | -------------------------------------- | -------- |
| Finalistka | 2017 | Wimbledon | tráva  | Čan Chao-čching | Jekatěrina Makarovová Jelena Vesninová | 0–6, 0–6 |

## Finále na okruhu WTA Tour
| Legenda                                          |
| ------------------------------------------------ |
| D – dvouhra; Č – čtyřhra                         |
| Grand Slam (0–1 Č)                               |
| Turnaj mistryň (0)                               |
| Premier Mandatory & Premier 5 / WTA 1000 (0–3 Č) |
| Premier / WTA 500 (3–6 Č)                        |
| International / WTA 250 (3–5 D; 9–15 Č)          |

### Dvouhra: 8 (3–5)
| Stav       | č. | datum           | turnaj                         | kategorie     | povrch    | soupeřka ve finále  | výsledek      |
| ---------- | -- | --------------- | ------------------------------ | ------------- | --------- | ------------------- | ------------- |
| Finalistka | 1. | 23. října 2011  | Lucemburk, Lucembursko         | International | tvrdý (h) | Viktoria Azarenková | 2–6, 2–6      |
| Finalistka | 2. | 21. října 2012  | Lucemburk, Lucembursko         | International | tvrdý (h) | Venus Williamsová   | 2–6, 3–6      |
| Vítězka    | 1. | 3. března 2013  | Florianópolis, Brazílie        | International | tvrdý     | Olga Pučkovová      | 6–2, 4–6, 6–4 |
| Vítězka    | 2. | 20. září 2014   | Kanton, Čína                   | International | tvrdý     | Alizé Cornetová     | 6–4, 6–0      |
| Finalistka | 3. | 15. června 2015 | Nottingham, Spojené království | International | tráva     | Ana Konjuhová       | 6–1, 4–6, 2–6 |
| Finalistka | 4. | 25. září 2016   | Korea, Jižní Korea             | International | tvrdý     | Lara Arruabarrenová | 0–6, 6–2, 0–6 |
| Vítězka    | 3. | 22. října 2016  | Lucemburk, Lucembursko         | International | tvrdý (h) | Petra Kvitová       | 6–4, 6–0      |
| Finalistka | 5. | 14. ledna 2017  | Hobart, Austrálie              | International | tvrdý     | Elise Mertensová    | 3–6, 1–6      |

### Čtyřhra: 37 (12–25)
| Stav       | č.  | datum             | turnaj                                | kategorie     | povrch    | spoluhráčka            | soupeřky ve finále                             | výsledek                   |
| ---------- | --- | ----------------- | ------------------------------------- | ------------- | --------- | ---------------------- | ---------------------------------------------- | -------------------------- |
| Finalistka | 1.  | 23. srpna 2008    | New Haven, Spojené státy              | Tier II       | tvrdý     | Sorana Cîrsteaová      | Květa Peschkeová Lisa Raymondová               | 6–4, 5–7, [7–10]           |
| Vítězka    | 1.  | 12. července 2009 | Budapešť, Maďarsko                    | International | antuka    | Alisa Klejbanovová     | Aljona Bondarenková Kateryna Bondarenková      | 6–4, 7–6(7–5)              |
| Finalistka | 2.  | 2. srpna 2009     | Stanford, Spojené státy               | Premier       | tvrdý     | Čan Jung-žan           | Serena Williamsová Venus Williamsová           | 4–6, 1–6                   |
| Finalistka | 3.  | 16. ledna 2010    | Hobart, Austrálie                     | International | tvrdý     | Čan Jung-žan           | Čuang Ťia-žung Květa Peschkeová                | 6–3, 3–6, [7–10]           |
| Finalistka | 4.  | 18. července 2010 | Praha, Česko                          | International | antuka    | Ágnes Szávayová        | Timea Bacsinszká Tathiana Garbinová            | 5–7, 6–7(4–7)              |
| Finalistka | 5.  | 24. července 2010 | Baku, Ázerbájdžán                     | International | antuka    | Galina Voskobojevová   | Maria Korytcevová Taťána Pučeková              | 3–6, 6–2, [8–10]           |
| Vítězka    | 2.  | 14. ledna 2012    | Hobart, Austrálie                     | International | tvrdý     | Irina-Camelia Beguová  | Marina Erakovicová Čuang Ťia-žung              | 6–7(4–7), 7–6(7–4), [10–5] |
| Finalistka | 6.  | 22. září 2012     | Kanton, Čína                          | International | tvrdý     | Jarmila Gajdošová      | Tamarine Tanasugarnová Čang Šuaj               | 6–2, 2–6, [8–10]           |
| Finalistka | 7.  | 21. října 2012    | Lucemburk, Lucembursko                | International | tvrdý (h) | Irina-Camelia Beguová  | Andrea Hlaváčková Lucie Hradecká               | 3–6, 4–6                   |
| Finalistka | 8.  | 22. června 2013   | Eastbourne, Velká Británie            | Premier       | tráva     | Klára Zakopalová       | Naděžda Petrovová Katarina Srebotniková        | 3–6, 3–6                   |
| Vítězka    | 3.  | 4. ledna 2014     | Šen-Čen, Čína                         | International | tvrdý     | Klára Zakopalová       | Ljudmyla Kičenoková Nadija Kičenoková          | 6–3, 6–4                   |
| Vítězka    | 4.  | 11. ledna 2014    | Hobart, Austrálie (2)                 | International | tvrdý     | Klára Zakopalová       | Lisa Raymondová Čang Šuaj                      | 6–2, 6–7(5–7), [10–8]      |
| Finalistka | 9.  | 13. dubna 2014    | Katovice, Polsko                      | International | tvrdý (h) | Klára Zakopalová       | Julia Bejgelzimerová Olga Savčuková            | 4–6, 7–5, [7–10]           |
| Finalistka | 10. | 17. ledna 2015    | Hobart, Austrálie                     | International | tvrdý     | Vitalija Ďjačenková    | Kiki Bertensová Johanna Larssonová             | 5–7, 3–6                   |
| Finalistka | 11. | 13. října 2015    | Wu-chan, Čína                         | Premier 5     | tvrdý     | Irina-Camelia Beguová  | Martina Hingisová Sania Mirzaová               | 2–6, 3–6                   |
| Finalistka | 12. | 24. října 2015    | Moskva, Rusko                         | Premier       | tvrdý (h) | Irina-Camelia Beguová  | Darja Kasatkinová Jelena Vesninová             | 3–6, 7–6(9–7), [5–10]      |
| Vítězka    | 5.  | 9. ledna 2016     | Šen-Čen, Čína (2)                     | International | tvrdý     | Vania Kingová          | Sü I-fan Čeng Saj-saj                          | 6–1, 6–4                   |
| Vítězka    | 6.  | 24. července 2016 | Washington, D.C., Spojené státy       | International | tvrdý     | Yanina Wickmayerová    | Šúko Aojamová Risa Ozakiová                    | 6–4, 6–3                   |
| Finalistka | 13. | 31. července 2016 | Montreal, Kanada                      | Premier 5     | tvrdý     | Simona Halepová        | Jekatěrina Makarovová Jelena Vesninová         | 3–6, 6–7(5–7)              |
| Vítězka    | 7.  | 27. srpna 2016    | New Haven, Spojené státy              | Premier       | tvrdý     | Sania Mirzaová         | Kateryna Bondarenková Čuang Ťia-žung           | 7–5, 6–4                   |
| Finalistka | 14. | 22. října 2016    | Lucemburk, Lucembursko                | International | tvrdý (h) | Patricia Maria Țigová  | Kiki Bertensová Johanna Larssonová             | 6–4, 5–7, [9–11]           |
| Vítězka    | 8.  | 16. dubna 2017    | Biel, Švýcarsko                       | International | tvrdý (h) | Sie Šu-wej             | Timea Bacsinszká Martina Hingisová             | 5–7, 6–3, [10–7]           |
| Finalistka | 15. | 15. července 2017 | Wimbledon, Londýn, Spojené království | Grand Slam    | tráva     | Čan Chao-čching        | Jekatěrina Makarovová Jelena Vesninová         | 0–6, 0–6                   |
| Finalistka | 16. | 19. srpna 2017    | Cincinnati, Spojené státy             | Premier 5     | tvrdý     | Sie Šu-wej             | Čan Jung-žan Martina Hingisová                 | 6–4, 4–6, [7–10]           |
| Vítězka    | 9.  | 3. února 2019     | Hua Lin,Thajsko                       | International | tvrdý     | Irina-Camelia Beguová  | Anna Blinkovová Wang Ja-fan                    | 2–6, 6–1, [12–10]          |
| Finalistka | 17. | 24. srpna 2019    | Bronx, Spojené státy                  | International | tvrdý     | Margarita Gasparjanová | Darija Juraková María José Martínez Sánchezová | 5–7, 6–2, [7–10]           |
| Finalistka | 18. | 16. srpna 2020    | Praha, Česko                          | International | antuka    | Raluca Olaruová        | Lucie Hradecká Kristýna Plíšková               | 2–6, 2–6                   |
| Finalistka | 19. | 5. března 2021    | Dauhá, Katar                          | WTA 500       | tvrdý     | Jeļena Ostapenková     | Nicole Melicharová Demi Schuursová             | 2–6, 6–2, [8–10]           |
| Vítězka    | 10. | 2. října 2021     | Astana, Kazachstán                    | WTA 250       | tvrdý (h) | Anna-Lena Friedsamová  | Angelina Gabujevová Anastasija Zacharovová     | 6–2, 4–6, [10–5]           |
| Finalistka | 20. | 21. května 2022   | Rabat, Maroko                         | WTA 250       | antuka    | Alexandra Panovová     | Eri Hozumiová Makoto Ninomijová                | 7–6(9–7), 3–6, [8–10]      |
| Finalistka | 21. | červen 2022       | Nottingham, Spojené království        | WTA 250       | tráva     | Caroline Dolehideová   | Beatriz Haddad Maiová Čang Šuaj                | 6–7(2–7), 3–6              |
| Finalistka | 22. | červen 2023       | Bad Homburg, Německo                  | WTA 250       | tráva     | Eri Hozumiová          | Ingrid Gamarra Martinsová Lidzija Marozavová   | 0–6, 6–7(3–7)              |
| Finalistka | 23. | 6. srpna 2023     | Washington, D.C., Spojené státy       | WTA 500       | tvrdý     | Alexa Guarachiová      | Laura Siegemundová Věra Zvonarevová            | 4–6, 4–6                   |
| Vítězka    | 11. | 25. května 2024   | Štrasburk, Francie                    | WTA 500       | antuka    | Cristina Bucșová       | Asia Muhammadová Aldila Sutjiadiová            | 3–6, 6–4, [10–6]           |
| Vítězka    | 12. | 24. srpna 2024    | Monterrey, Mexiko                     | WTA 500       | tvrdý     | Kuo Chan-jü            | Alexandra Panovová Giuliana Olmosová           | 3–6, 6–3, [10–4]           |
| Finalistka | 24. | 20. října 2024    | Ósaka, Japonsko                       | WTA 250       | tvrdý     | Cristina Bucșová       | Laura Siegemundová Ena Šibaharaová             | 6–3, 2–6, [2–10]           |
| Finalistka | 25. | 11. ledna 2025    | Hobart, Austrálie                     | WTA 250       | tvrdý     | Fanny Stollárová       | Ťiang Sin-jü Wu Fang-sien                      | 1–6, 6–7(6–8)              |

## Finále série WTA 125
| Legenda                  |
| ------------------------ |
| D – dvouhra; Č – čtyřhra |
| WTA 125 (1–0 D; 2–3 Č)   |

### Dvouhra: 1 (1–0)
| Stav    | č. | datum              | turnaj           | povrch    | soupeřka ve finále | výsledek |
| ------- | -- | ------------------ | ---------------- | --------- | ------------------ | -------- |
| Vítězka | 1. | 12. listopadu 2017 | Limoges, Francie | tvrdý (h) | Antonia Lottnerová | 6–4, 6–2 |

### Čtyřhra: 5 (2–3)
| Stav       | č. | datum         | turnaj           | povrch    | spoluhráčka      | soupeřky ve finále                      | výsledek         |
| ---------- | -- | ------------- | ---------------- | --------- | ---------------- | --------------------------------------- | ---------------- |
| Finalistka | 1. | prosinec 2021 | Angers, Francie  | tvrdý (h) | Věra Zvonarevová | Tereza Mihalíková Greet Minnenová       | 6–4, 1–6, [8–10] |
| Vítězka    | 1. | prosinec 2021 | Limoges, Francie | tvrdý (h) | Věra Zvonarevová | Estelle Cascinová Jessika Ponchetová    | 6–4, 6–4         |
| Finalistka | 1. | červenec 2023 | Jasy, Rumunsko   | antuka    | Irina Baraová    | Veronika Erjavecová Dalila Jakupovićová | 4–6, 4–6         |
| Vítězka    | 2. | prosinec 2023 | Angers, Francie  | Hard (i)  | Cristina Bucșová | Anna Danilinová Alexandra Panovová      | 6–1, 6–3         |
| Finalistka | 3. | květen 2024   | Paříž, Francie   | antuka    | Ču Lin           | Aldila Sutjiadiová Asia Muhammadová     | 6–7, 6–4, [9–11] |

## Postavení na konečném žebříčku WTA

### Dvouhra
| Rok    | 2002 | 2003   | 2004   | 2005   | 2006   | 2007   | 2008  | 2009   | 2010  | 2011  | 2012  | 2013  | 2014  | 2015  | 2016  | 2017   | 2018  | 2019   | 2020   | 2021   | 2022 | 2023 |
| Pořadí | 875. | ▲ 451. | ▲ 430. | ▲ 268. | ▲ 222. | ▲ 179. | ▲ 47. | ▼ 101. | ▲ 83. | ▲ 30. | ▲ 58. | ▼ 60. | ▲ 47. | ▲ 39. | ▬ 39. | ▼ 100. | ▲ 78. | ▼ 116. | ▼ 144. | ▼ 267. | —    | 944. |

### Čtyřhra
| Rok    | 2002 | 2003   | 2004   | 2005   | 2006   | 2007   | 2008  | 2009  | 2010  | 2011  | 2012  | 2013  | 2014  | 2015  | 2016  | 2017  | 2018  | 2019  | 2020  | 2021  | 2022  | 2023  |
| Pořadí | 699. | ▲ 369. | ▼ 485. | ▲ 218. | ▲ 159. | ▲ 131. | ▲ 36. | ▲ 30. | ▬ 30. | ▼ 50. | ▲ 27. | ▼ 70. | ▲ 38. | ▲ 33. | ▲ 19. | ▼ 23. | ▼ 48. | ▲ 47. | ▼ 53. | ▲ 39. | ▼ 47. | ▲ 41. |